# 富士の巻狩り
富士の巻狩り（ふじのまきがり）とは、建久4年（1193年）5月から6月にかけて、源頼朝が多くの御家人を集め駿河国富士山麓の藍沢（現在の静岡県御殿場市・裾野市一帯）・富士野（静岡県富士宮市）にて行った壮大な巻狩のことである。

## 概要
富士の巻狩りは『吾妻鑑』建久4年（1193年）5月8日条に「富士野藍澤の夏狩を覧んがために駿河国に赴かしめたまふ」とあり、また同年6月7日条に「駿河国より鎌倉に還向したまふ」とあるため、5月8日から6月7日の約1ヶ月という非常に長期に渡り行われた。北条時政は頼朝の命令によりこの巻狩の準備のため同年5月2日に駿河国に下向しており、先に出立していた。時政は駿河の御家人を指揮し、狩野宗茂と共に屋形の設営などを行った。
特に富士野に居た期間は長く、5月15日条に「藍沢の御狩事終りて富士野の御旅館に入御す」と吾妻鏡にあるように、5月15日から6月7日までは同地に居た。この間の5月28日に曾我兄弟の仇討ちが発生している。
巻狩の目的としては、征夷大将軍たる権威を誇示するためや軍事演習などの目的があったとされる。また巻狩りが行われた藍沢と神野の地は駿河国と甲斐国の国境付近に位置し、また甲斐国から東海道へ到るための主要な通過地点である。このように甲斐源氏が東海道に到る際に使用される交通路を掌握する意図があったという指摘もなされている。
『信長公記』巻十五に「昔、頼朝かりくらの屋形立てられしかみ井手の丸山あり」と記され、織田信長一行が駿河国上井出（現在の静岡県富士宮市上井出）を通過した際、源頼朝が巻狩り時に屋形を建てた「上井出の丸山」があったと記している。

## 参加者

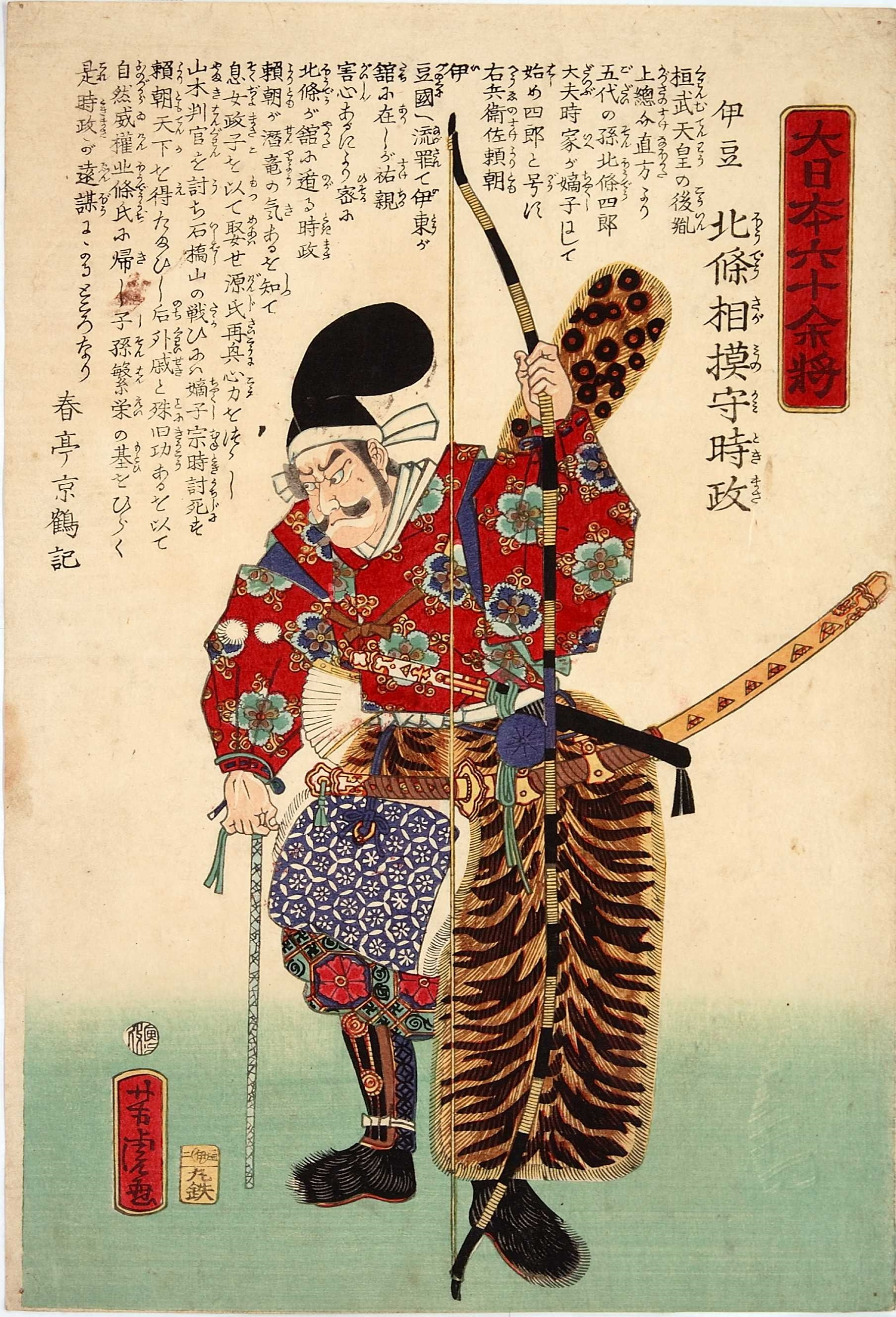
巻狩りの準備を担当した北条時政

すべて『吾妻鏡』による。
*は曾我兄弟の仇討ちによる兄弟以外の死者・受傷者。このうち工藤祐経と王藤内を除く人物が「十番切」に該当。
- 源頼朝
- 源頼家
- 北条時政
- 北条義時
- 足利義兼
- 山名義範
- 小山朝政
- 長沼宗政
- 里見義成
- 佐貫広綱
- 畠山重忠
- 三浦義澄
- 三浦義村
- 佐原義連
- 千葉成胤
- 稲毛重成
- 和田義盛
- 工藤祐経*
- 工藤景光
- 工藤行光
- 土屋義清
- 梶原景時
- 梶原景季
- 梶原景高
- 梶原景茂
- 梶原朝景
- 梶原景定
- 糟屋有季
- 土岐光衡
- 宍戸家政
- 波多野義景
- 愛甲季隆*
- 海野幸氏*
- 藤沢清親
- 望月重隆
- 小野寺道綱
- 市河行房
- 禰津宗直
- 佐々木盛綱
- 佐々木義清
- 渋谷重国
- 小笠原長清
- 武田信光
- 狩野宗茂
- 大友能直
- 御所五郎丸
- 曾我祐信
- 曾我祐成
- 曾我時致
- 平子有長*
- 吉川友兼*
- 仁田忠常
- 毛呂季光
- 加藤光員*
- 宇都宮頼綱
- 結城朝光
- 王藤内*
- 下河辺行平
- 榛谷重朝
- 土屋義清
- 岡部好澄
- 河村義秀
- 沼田太郎
- 中野助光
- 岡辺弥三郎*
- 岡部清益*
- 堀藤太*
- 臼杵八郎*
- 宇田五郎*
- 大見小平次
- 新開実重
- 伊東祐時[注釈 2]

## 規模
大勢の御家人・勢子が参加し、その様子は「射手たる輩の群参、あげて計ふべからずと云々」と『吾妻鏡』にある。仇討ち発生後、その知らせを聞き馳せ参じた者も多くおり、富士野に多くの御家人・有力者がひしめき合う状況であった。
人数に関しては史料により差異が激しく、『曽我物語』によると十行古活字本（仮名本）は「300万騎」、南葵文庫本（仮名本）は「12万」、万法寺本（仮名本）は「12万騎」、彰考館本（仮名本）は「3万騎」とある。
またジョアン・ロドリゲスの『日本教会史』には「3万人」と記され、小林中務少輔が記したと伝わる書はおよそ70万人であったとする。いずれも数万単位以上の人数が記される。

## 出来事

### 源頼家の初鹿狩りと北条政子の反応

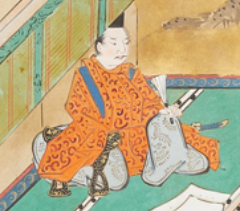
餅を献上した北条義時

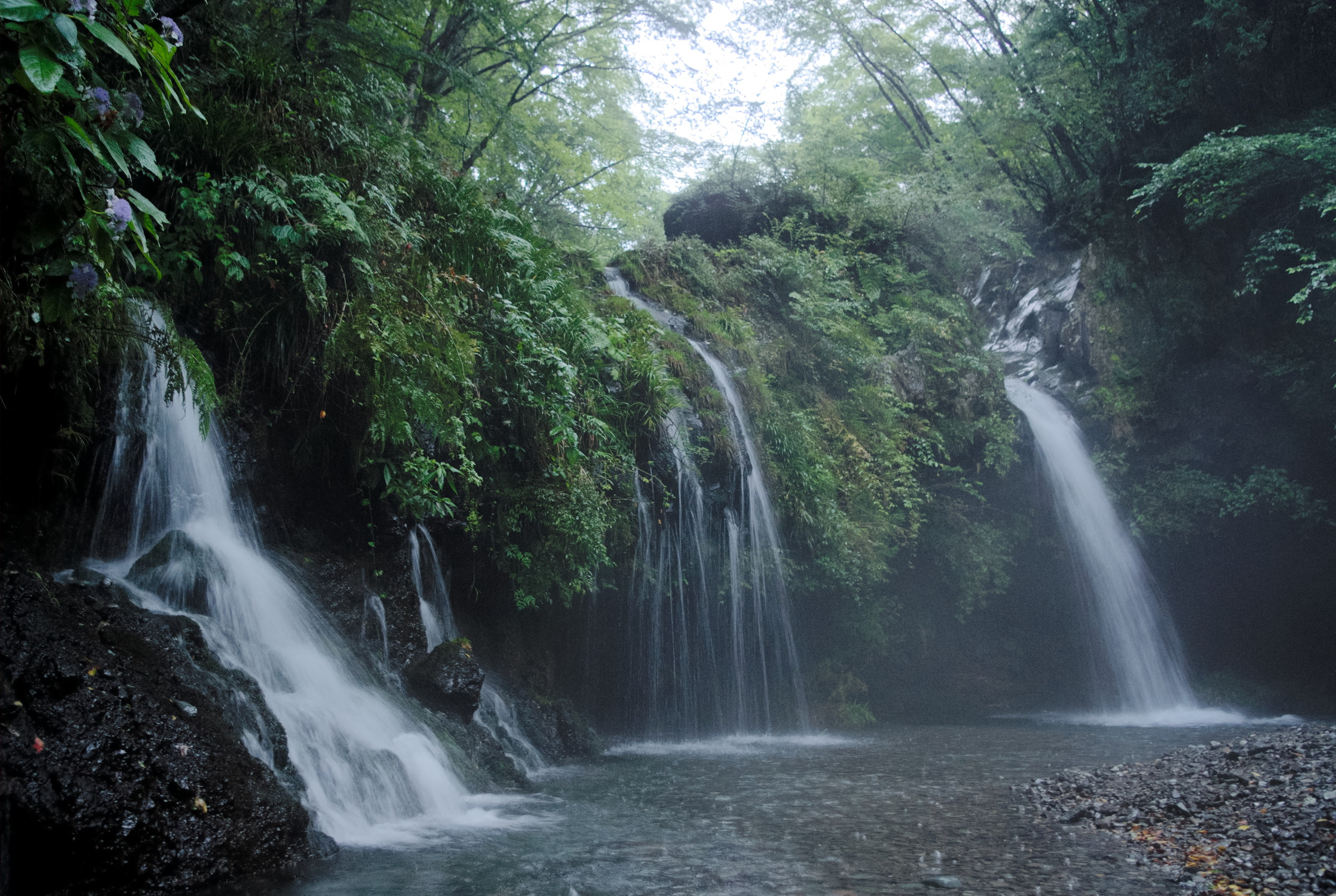
陣馬の滝
頼朝一行が滝の近くに一夜の陣を敷いたことが由来とされる

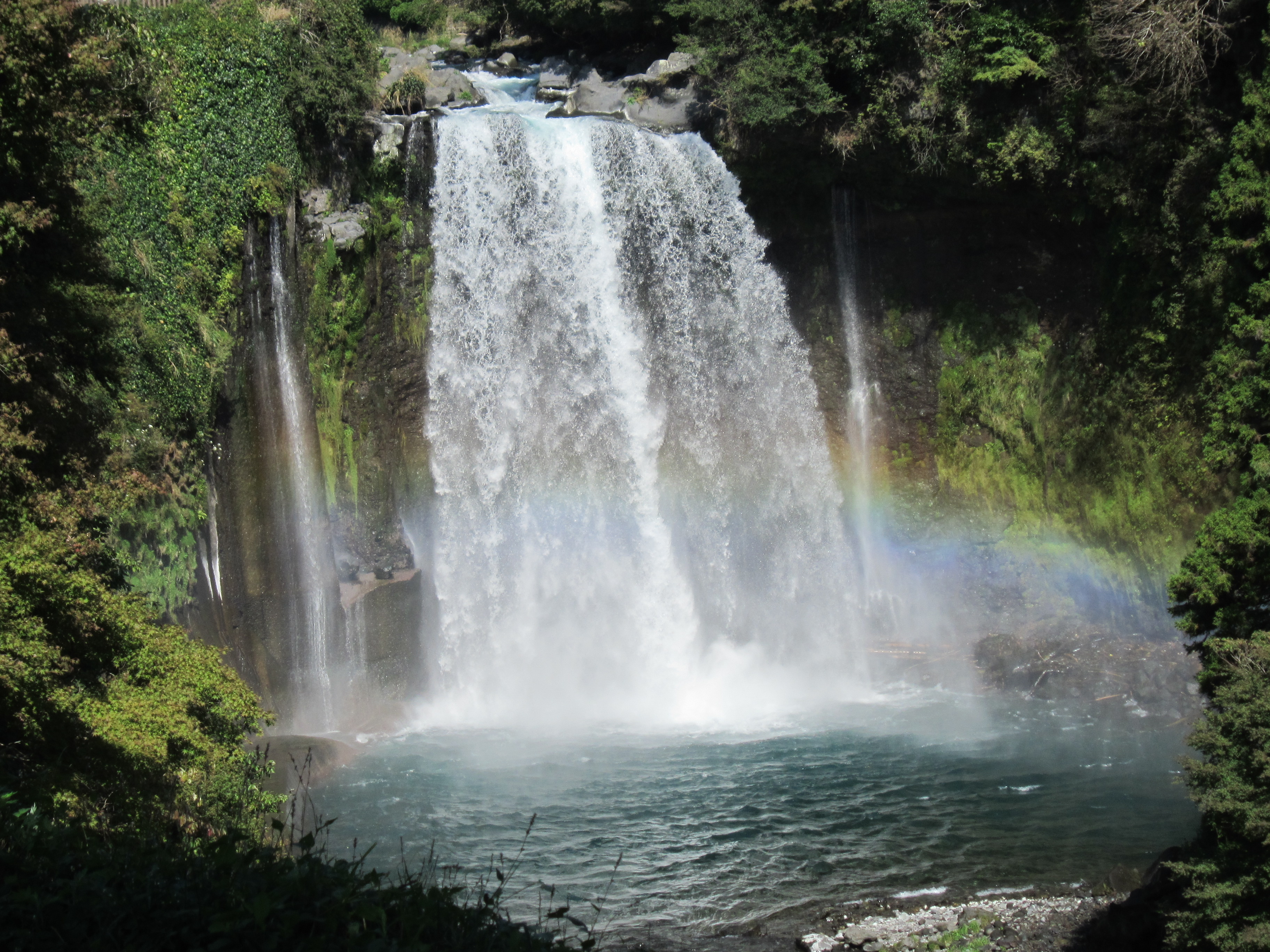
音止めの滝

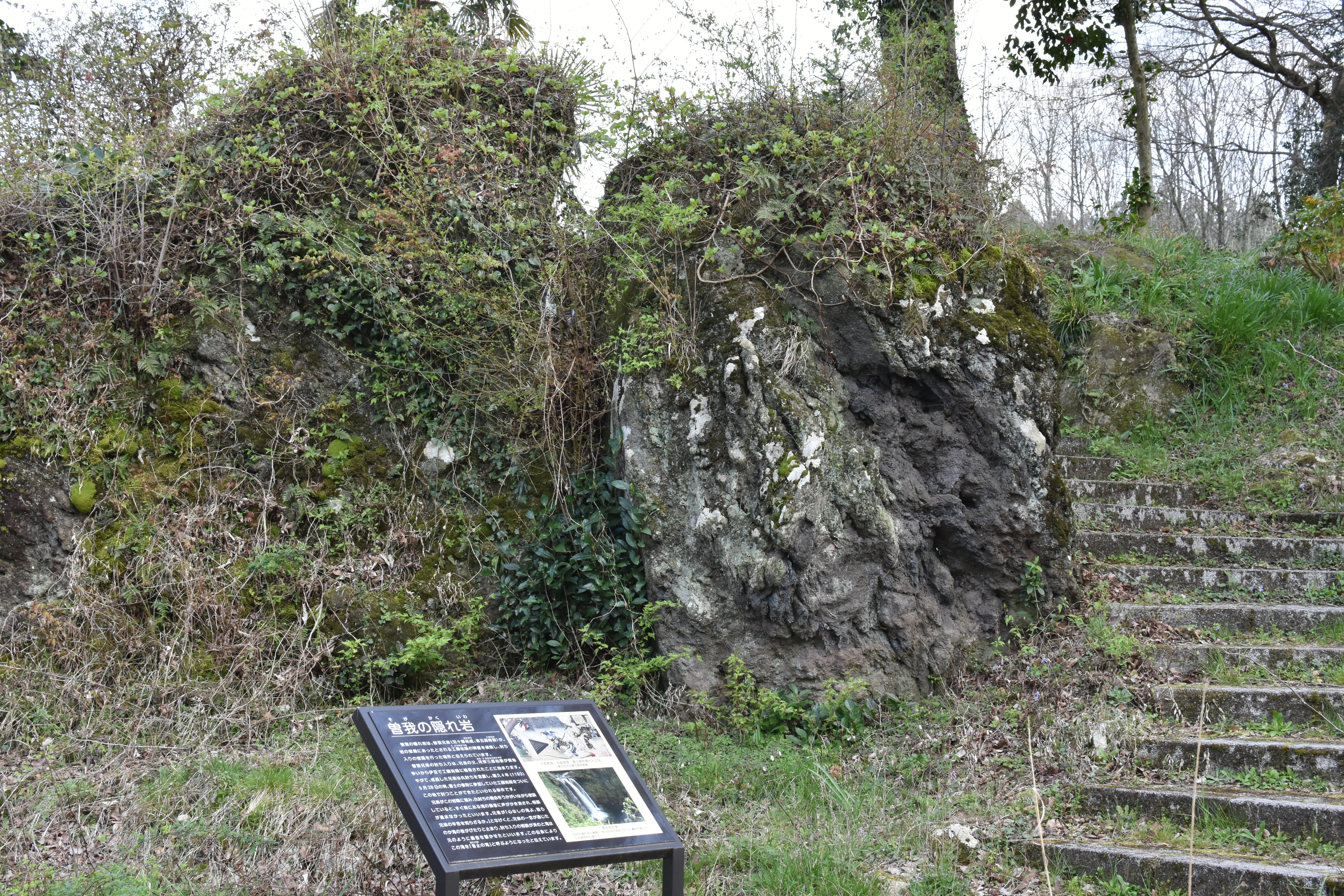
曽我の隠れ岩

『吾妻鏡』によると、以下のようにある。5月16日に頼朝の嫡男頼家が初めて鹿を射止めた。このとき頼家を支えた愛甲季隆は頼朝より称賛されている。その日の晩、山神・矢口祭が執り行われた。北条義時が三色の餅を献上し、狩野宗茂は勢子餅を進めた。そして工藤景光・愛甲季隆・曽我祐信が頼朝に召し出される。梶原景季・工藤祐経・海野幸氏が矢口餅の陪膳を行い、頼朝に召し出された三者が矢口餅を山神に供える儀式を行った後に食す。矢口餅の儀式を終えた三者は馬・直垂などを賜り、また頼家に返礼品を献上した。
頼家の初鹿狩りをことのほか喜んだ頼朝は梶原景高を遣わし北条政子に知らせた。一方政子は「武士の嫡嗣であり当たり前で珍しいことでもなく、使を出すことでもない」と感心する様子は無かった。景高は鎌倉から富士野に帰参し、22日にこれを伝えた。
初鹿狩りは将軍後継者たる頼家を周囲の御家人に認めさせる契機であり意義があるものとされるが、政子はその意義を理解できなかったとする諸家による指摘がある。一方で、政子の発言は頼家を貶めるための『吾妻鏡』の曲筆で、実際にはそのような発言はなかったとする説もある。また矢口餅を賜った三人のうち、一口目を食した工藤景光は同28日に発病し、三口目を食した曽我祐信は頼朝によりその所作を残念がられる場面がある。その他初猟りに対する北条政子の言動等、頼家の門出は不吉な影を伴うものであったとするものもある。
この矢口祭・北条政子とのやり取りは、『曽我物語』には無い『吾妻鏡』独自の記事である。

### 工藤景光の怪異・新田四郎の猪退治
『吾妻鏡』によると、以下のようにある。5月27日の狩りの最中、頼朝の前に突然大鹿一頭が走ってきた。頼朝の左方に居た工藤景光は射手を願い出て3本矢を放ったが、どれも当たらなかった。この出来事に景光は「自分は11歳のころから狩猟を生業として既に70余年になるが、未だかつて獲物を仕留められなかったことはない。これはあの大鹿が山神のお乗りになる鹿に違いないからである。自分の命運も縮まった。後日皆で思い合わせてほしい」と言い、実際その日の晩に発病した。
この怪異に頼朝は狩りの中止を提言するが、宿老たちがその必要はないと進言したため継続された。『曽我物語』にはこれに相当する話として「新田四郎忠常の猪退治」があるが、『吾妻鏡』と異なり工藤景光は出てこないという大きな違いがある。
『曽我物語』の「新田四郎忠常の猪退治」の場合、手負いの大猪が突然頼朝に向かって突進し、そばに控えていた仁田忠常がとっさに大猪に飛び乗り刀を5・6度突き刺し、これを退治したという構成となっている。

### 曽我兄弟の仇討ち
5月28日には曾我祐成と曾我時致の兄弟が父親の仇である工藤祐経を討つ曾我兄弟の仇討ちが起こった。

## 影響
この出来事は後世に大きな影響を与え、富士の巻狩りと夜討ちを合わせて描いた屏風図が多く制作された。歌の題材にもなり、『田植草紙』には「おもしろいは富士の巻狩な…（26番）」とあり三重県の「かんこ踊り」にも富士の巻狩りが題材である歌詞が見られる。また全国各地の祭事にも確認され、四日市祭の「富士の巻狩り」（四日市市指定無形民俗文化財）、江戸時代の山王祭・神田祭にも富士の巻狩りが登場する。
自身も富士の巻狩りに参加している源頼家は、鎌倉幕府第2代将軍となった後の建仁3年（1203年）6月に富士の狩倉に出向いており、これを踏襲した様子が見られる。

## 関連項目

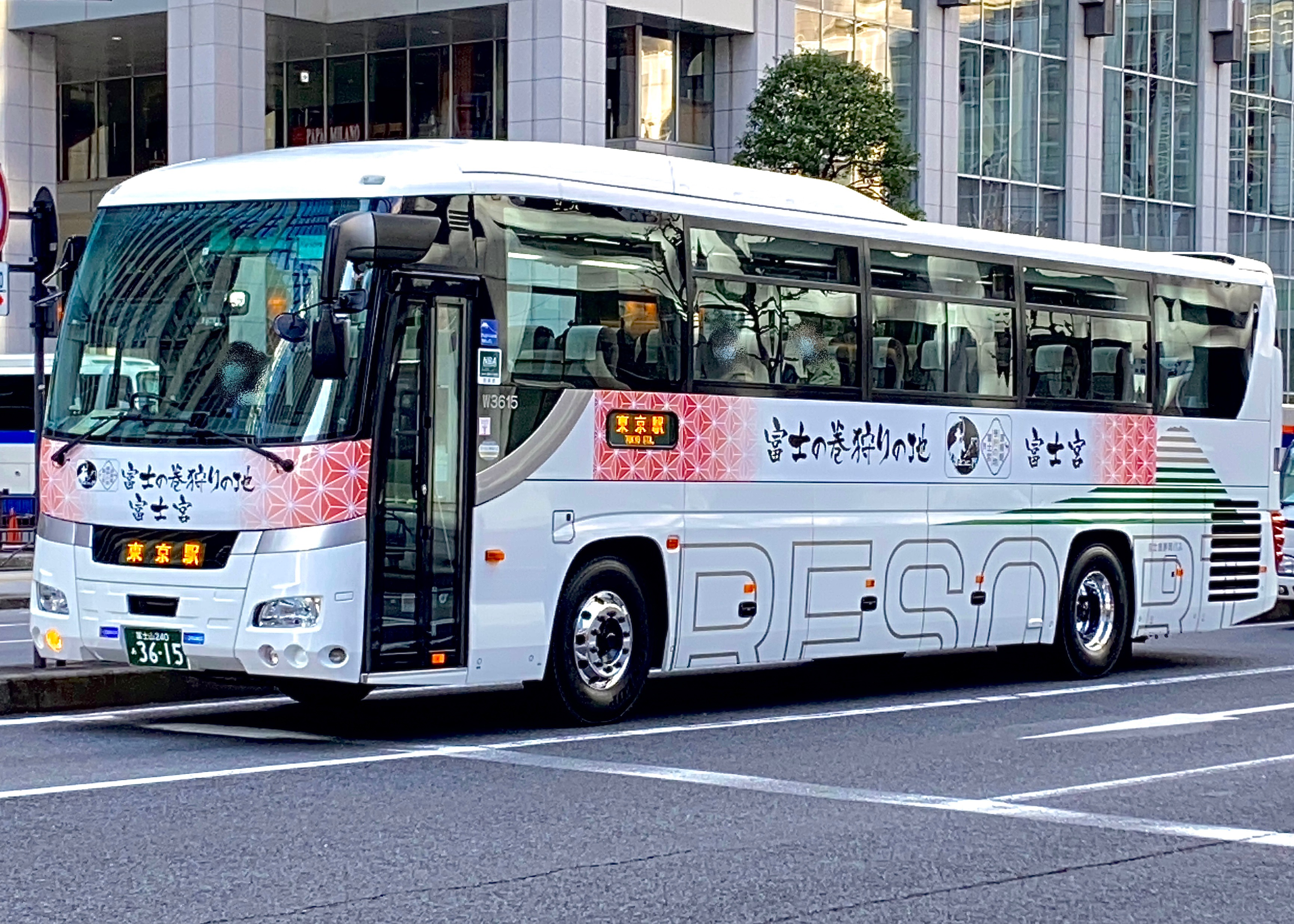
富士の巻狩りの地 富士宮と書かれたやきそばエクスプレス「大河ドラマ鎌倉殿の13人」PRラッピングバス」（2022年）